# Kentrocapros flavofasciatus
Kentrocapros flavofasciatus és una espècie de peix de la família dels aracànids i de l'ordre dels tetraodontiformes.

## Morfologia
- Els mascles poden assolir 13 cm de longitud total.[5][6]

## Hàbitat
És un peix marí i de clima temperat que viu entre 80-360 m de fondària.

## Distribució geogràfica
Es troba des del sud del Japó fins al mar de la Xina Oriental, tot i que, de vegades, ha estat registrat a Nova Caledònia.